# Aphantolana moortgati
Aphantolana moortgati là một loài chân đều trong họ Cirolanidae. Loài này được Mueller & Salvat miêu tả khoa học năm 1993.